# Palaeocampylopus
Palaeocampylopus là một chi rêu trong họ Dicranaceae.